# Herbita tanagra
Herbita tanagra är en fjärilsart som beskrevs av Paul Dognin 1923. Herbita tanagra ingår i släktet Herbita och familjen mätare. Inga underarter finns listade i Catalogue of Life.